# Курдюков, Иван Фёдорович
Ива́н Фёдорович Курдюко́в (1911 — 1977) — советский дипломат. Чрезвычайный и полномочный посол.

## Биография
Член ВКП(б).
- В 1936—1939 годах — сотрудник полпредства СССР в Китае,
- В 1939—1940 годах — сотрудник консульства СССР в Калгане (Китай),
- В 1940—1941 годах — сотрудник центрального аппарата НКИД СССР,
- В 1941—1944 годах — сотрудник генерального консульства СССР в Урумчи (Китай),
- В 1944—1946 годах — сотрудник центрального аппарата НКИД СССР,
- В 1946—1948 годах — генеральный консул СССР в Тяньцзине (Китай),
- В 1949—1952 годах — заместитель заведующего I Дальневосточным отделом МИД СССР,
- В 1952—1953 годах — советник посольства СССР в КНР,
- В 1953—1955 годах — на ответственной работе в центральном аппарате МИД СССР,
- В 1955—1958 годах — заведующий Дальневосточным отделом МИД СССР,
- В 1958—1959 годах — старший политический советник Постоянного представительства СССР при ООН,
- С 23 июня 1959 по 6 февраля 1963 года — чрезвычайный и полномочный посол СССР в Австралии,
- В 1963—1968 годах — на ответственной работе в центральном аппарате МИД СССР,
- С 9 июля 1968 по 23 марта 1972 года — чрезвычайный и полномочный посол СССР в Уганде.

С 1972 года в отставке.
Похоронен на Кунцевском кладбище Москвы.

## Награды
- орден Трудового Красного Знамени[1]
- орден Красной Звезды (3 ноября 1944)